# Alertes (série télévisée)
Vous pouvez aider à l'améliorer ou bien discuter des problèmes sur sa page de discussion.
- Il ne cite pas suffisamment ses sources. Vous pouvez indiquer les passages à sourcer avec {{référence nécessaire}} ou {{Référence souhaitée}}, et inclure les références utiles en les liant aux notes de bas de page. (Marqué depuis mars 2024)
- Certaines informations devraient être mieux reliées aux sources mentionnées dans la bibliographie ou les liens externes. Améliorez sa vérifiabilité en les associant par des références. (Marqué depuis mars 2024)

- Archive Wikiwix
- Bing
- Cairn
- DuckDuckGo
- E. Universalis
- Gallica
- Google
- G. Books
- G. News
- G. Scholar
- Persée
- Qwant
- (zh) Baidu
- (ru) Yandex
- (wd) trouver des œuvres sur Wikidata

Alerte Amber
Alertes est une série télévisée québécoise réalisée par Frédérik D’Amours, Julien Hurteau, Mathieu Handfield et Miryam Bouchard, et diffusée depuis le 8 février 2021 sur le réseau TVA.

## Synopsis
Sous le choc de la mort de Marilou Magloire, l’Escouade se mobilise. Bien que l’enquête incombe au sergent-enquêteur Pelletier, des Crimes contre la personne, le quatuor refuse de rester immobile et travaille d’arrache-pied pour tenter de retrouver le meurtrier de la sœur de Renaud. Une vieille rivalité existe entre ce dernier et le sergent Pelletier. De son côté, la capitaine Duquette devra composer avec le retour de son fils Pascal. Dominic quant à lui développera une relation amoureuse avec une criminologue de l’Unité d’aide aux victimes qui se joint à l’équipe, alors que Lily-Rose continuera de fréquenter les sites de rencontres. Un coup de théâtre fracassant obligera notre escouade à se joindre au très controversé sergent Pelletier pour mener une enquête dont les retombées et les ramifications ne cesseront de se multiplier.

## Distribution

### Personnages principaux
- Sophie Prégent : Stéphanie Duquette
- Frédéric Pierre : Renaud Magloire
- Mylène St-Sauveur : Lily-Rose Bernard
- Danny Gilmore : Guillaume Pelletier
- Catherine Bérubé : Pénélope Roy
- Charles-Alexandre Dubé : Dominic Lacroix
- Guy Jodoin : Marc-André Bonenfant
- Jean-Simon Leduc : Pascal Dubé
- Éric Robidoux : Hugo Champagne
- Lise Martin : Rachel Poliquin
- Marilou Forgues : Mia Champagne
- André Kasper : Félix Gagné
- Catherine De Léan : Pauline Rivard
- Isabelle Brouillette : Solène Gagné
- Gary Boudreault : Ghislain Turcotte

### Personnages saisonniers

#### Saison 1
- Chanel Mings : Marilou Magloire
- Leïla Thibeault Louchem : Sofian Rancourt
- Louise Bombardier : Diane Blanchette
- Maxime Tremblay : Dr Philippe Blanchette
- Marc Beaupré : Adam Vallières
- Margaux Vaillancourt : Agathe Vallières
- Ève Lemieux : Corine Vaillancourt
- Jade Hassouné : Michael Abassi
- Zoé Tremblay-Bianco : Laurie Melançon
- Alice Moreault : Delphine Melançon
- Monique Gosselin : Mme Gosselin
- Sabrina Bisson : Maude Dupuis
- Benjamin Déziel : Étienne Boucher
- Guillaume Laurin : Alexis Gagnon
- Isabelle Vincent : Estelle Massé
- Alexandre Lavigne : Steve Desbiens
- Matt Simard : Mathieu Plourde
- Luc Proulx : Gaston Ouellette
- David Strasbourg : Olivier
- Guillaume Champoux : Loup-Blanc
- Louis-Philippe Dandenault : Sylvain Lanctôt
- Shanti Corbeil-Gauvreau : Olivia Martin
- Sarah-Maxine Racicot : Daphnée Potvin
- Jean-François Nadeau : Nicolas Demers
- Emmanuelle Gagné-Néron : Justine Demers
- Anthony Bouchard : Mathis Legault
- Évelyne Rompré : Lucie Berthelot
- Gabriel Dagenais : Dave Michaud
- Rose Adam : Chloé Lemire
- Ajouna Bao-Lavoie : Lydia Shen
- Daniel Parent : Sébastien Lemire
- Mathieu Dufresne : Jacques Dubé
- Annabel Collin : Janelle Rolles

#### Saison 2
- Sarah Desjeunes Rico : Bénédicte Poirier
- Anie Pascale : Victoria Savard
- Charlie Fleurant : Aurélie Fillion
- Laurie Gagné : Érika Fillion
- Étienne Cardin : Caleb Baker-Poirier
- Martin Tremblay : Thomas Poirier
- Ralph Prosper : Antoine Campeau
- Benjamin Jacques : Xavier Campeau
- Frédéric Millaire Zouvi : Manuel Audet
- Mélanie Pilon : Jennifer Labrie
- Paul Henry Athis : Élian Michel
- Sylvie Lemay : Marthe Picard
- Martin Rouleau : Roland Bergeron
- Jean-François Beaupré : Christian Roussil
- Hugo Giroux : Carl Aubin
- Jessica Abruzzese : Anna De Luca
- Élodie Grenier : Catherine Vézina
- Alex Bergeron : Benoit Marois
- David Girard : Hubert Villeneuve
- Dylan Walsh : Sloppy Joe
- Tommy Lavallée : Steven Rodrigue
- Simon Larouche : Francis Thibodeau
- Linda Sorgini : Marielle Marquis
- Rémy Girard : Alain Thibodeau
- Kevin Houle : Louis Decelles
- Benoît McGinnis : Frédéric Lamontagne
- Jean-Philippe Perras : Noah Trépanier
- Diane Lavallée : Marjolaine Lacroix
- François Bernier : Édouard Lavoie
- Rémy Deloume : Tristan Perret
- Ansia Wilscam-Desjardins : Romy Anderson
- Myriam Gaboury : Vicky Deschambeault
- Hugues Frenette : Robert Larouche
- Éveline Gélinas : Cindy Castonguay
- Dominik Dagenais : Jacob Beaulieu
- Lucien Bergeron : Sébastien Joncas
- Domenic Di Rosa : Paolo De La Cruz

#### Saison 3
- Bruno Verdoni : Vince Carducci
- Julie Ménard : Linda Simard
- Marie-Josée Samson : Alice Dalpé
- Jérémy Gour-Schoonhoven : Jeffrey Tardif
- Aude Mathieu : Virginie Lebeau
- Alexandre St-Martin : Adrien Lampron
- Amadou Madani Tall : Nick Bouzon
- Giorgio Cazzaro : Gianni Santoro
- Philomène Bilodeau : Léa Pichette
- Dany Boudreault : Théophile Gagné
- Blaise Tardif : Hervé Vachon
- Julie Roussel : Hélène Ménard
- Martin Desgagné : Martial Vachon
- Sharon James : Rebecca Meunier
- Francis Ducharme : Roy Tremblay
- Madi Chirara : Jamal Bouzid
- Luz Tercero : Carla Ruiz
- El Hadi Sadouk : Nasser Saad
- Pierre-Antoine Pellerin : Paul-François Prévost
- Andréanne Théberge : Roxanne Prévost
- Romane Denis : Rosalie Éthier
- Étienne Pilon : Rodrigue Éthier
- Jérémie Duval : Rémi Poitras
- Gisèle Trottier : Véronique Pascal
- Patrick Labbé : Black Bird Bouchard
- Marilyse Bourke : Sandra Berthelot
- Brigitte Lafleur : Kathleen Denis
- Martin Rouette : Spider Chagnon
- Stéphane Brulotte : Gilbert Éthier
- Alex Dupras : Loric Bouchard
- François-Xavier Dufour : Crowbar Dorion
- Vincent Giroux : Momo Paquette
- Sébastien Beaulac : El Gros
- Marie-Pier Labrecque : Christine Denis
- Andrée-Anne Lacasse : Béatrice Lafleur
- Jean-Philippe Lehoux : Pierrick Duval
- Josée Beaulieu : Blanche Duval
- Peter Meltev : Dimitri Yordanov
- Sandra Dorélas : Laura Bienaimé
- Miryam Amrouche : Amina Soukhane
- Pascale Desrochers : Constance Sawyer
- Dominique Lamy : Louise Perrier
- Alex Gresseau : Zack Bienaimé
- Elisabeth Sirois : Janie Bellemare
- Michel Perron : Donald Guimond
- Alexandre L’Heureux : Maximilien St-Jean
- Roger Léger : Louis-Charles Lamontagne
- Jérémy Rodriguez Carignan : Thibault Legendre
- Sylvio Archambault : Armand St-Jean
- Frédéric Thuot : Jérôme Beaudin
- Sharon Ibgui : Dr Hassan
- Sophie Dion : Sylvie Trahant
- Marcel Jeannin : Émile Martin

#### Saison 4
- Marie-Chantal Perron : Lucie Tanguay
- Paul Ahmarani : Pierre Bastien
- Marilou Morin : Kim Tanguay
- Juliette Aubé : Alice Tanguay
- Maxime Lepage : Rick St-Amant
- Tova Roy : Lilianne Desrosiers
- Frédéric Blanchette : Mike Dupuis
- Alexandre Goyette : Benoît Houle
- Elkahna Talbi : Camille
- Étienne De Passillé : Andy Plouffe
- Léa-Kim Lafrance-Leroux : Emma
- Pierre-Paul Alain : Pat Lamarre
- Viviane Pacal : Françoise Boulanger
- Isabelle Drainville : Solange Deligny
- José Zapata : Edouardo Rodriguez
- Carissa Vales : Mariana Rodriguez
- Samuel Gauthier : Justin Calixte
- Jeanne Roux-Côté : Corinne Soulard
- Naïla Louidort : Florence Panzini
- Alexandre Bacon : Thomas Leclerc
- Patrick Emmanuel Abellard : Louis Bruno
- Elizabeth Duperré : Virginie Dumontier
- Félix-Antoine Cantin : Phil Dansereault
- Frédéric Paquet : Mario Braccini
- Geneviève Rochette : Lysandre Calixte
- Jean Petitclerc : Pierre Calixte
- Marjolaine Lemieux : Carole Médina
- Hugo Dubé : Thierry Branchaud
- Émie Thériault : Sandra Gauthier
- Camille Schlybeurt : Celeste Émond
- Jean-Michel Anctil : Romeo Goulet
- Hélène Major : Johanne Sévigny
- Rasha Abdallah : Noura Karam
- Louis-David Morasse : Laurent Bélanger
- Vincent Paradis-Montplaisir : Vladimir Siric
- Eva Tanoni : Léonie Martin
- Audrey Roger : Rachel Cournoyer
- Arielle Mailloux : Naela Landreville
- Marie Turgeon : Gaëlle Naubert
- Ginette Boivin : Marine Thibodeau
- Normand Daoust : Jacques Thibodeau
- Dusan Dukic : Mau Reinbacher
- Ève Dupuis : Jeanne Bélanger
- Maxime Cormier : Bernard Guiol
- Elizabeth Mageren : Paule Cortez
- Michel Brouillette : Benoît Laganière
- Jean-Robert Bellarmin : Joseph Carmant
- Shelby Jean-Baptiste : Roseline Carmant
- Fayolle Jean Jr : Marius Carmant
- Benoit Drouin-Germain : Hubert Roy
- Normand Carrière : Snakeface
- Louise Richer : Cécile Loiselle
- Louise Turcot : Margot Desbiens
- Gilles Renaud : Richard Pelletier
- Gabriel Lessard : Mathieu Talbot
- Macha Limonchik : Muriel Everitt
- Patrick Goyette : Paul Brunelle
- François-Simon Poirier : Vincent Courval-Desrosiers
- Paul Fruteau de Laclos : Tom Evans
- Jean-Jacques Blanchet : Jean-Albert Benedicte
- Anndra Da Costa : Maria Da Costa
- Jean Drolet : Gus Désilet
- Chloé Barshee : Jia Gagnon
- Jean Lachance : Jeff Bouchard
- Luis Oliva : Gabriel Gomez

## Fiche technique
- Réalisation: Frédérik D’Amours, Julien Hurteau, Mathieu Handfield et Miryam Bouchard
- Scénarisation: Mireille Mayrand-Fiset, Robin Balzano, Kristine Metz et Marie-Mousse Laroche
- Textes: Julie Hivon, Mario Bolduc, François Camirand, Charles Dionne, Sophie Fortier, Caroline Mailloux, Geneviève Simard, Guillaume Corbeil, Patrick Dupuis et Sarah Lévesque
- Musique: Mario Sévigny
- Compagnie de production: Productions Pixcom et Québécor Contenu

## Épisodes

### Saison 1 (Hiver + Automne 2021)
1. Impact
2. Caché
3. Corine
4. Le patient
5. Non-coupable
6. Le retour
7. Pulsion
8. Coupable
9. Retour au bercail
10. Le chat et la souris
11. La vérité
12. La garde
13. Le boisé des lilas
14. Jeux interdits
15. Mon fils
16. Le loup
17. Complices
18. La surprise
19. L’effet boomerang
20. Les proches méconnus
21. La lettre
22. Les pardons
23. Le fils prodigue
24. En finir avec le passé

### Saison 2 (Hiver + Automne 2022)
1. L’eau qui dort
2. Descente aux enfers
3. Témoin silencieux
4. La vérité est au fond d’un puits
5. Le loup dans la bergerie
6. Profil d’un tueur
7. L’épreuve
8. Le temps des alliances
9. La bonne amie
10. Le piège
11. La trahison
12. La disgrâce
13. Dompter ses démons
14. La mémoire et l’imagination
15. Le vrai du faux
16. La reine de la patate
17. Innocent… jusqu’à preuve du contraire
18. Traqués
19. Justice pour Marielle et Alain
20. Dernier recours
21. Quand l’étau se resserre
22. Bad trip
23. Transformation et destruction
24. La colère de Kali
25. Souvenir de Noël

### Saison 3 (Hiver + Automne 2023)
1. Carbonara
2. Jouer avec le feu
3. Le feu de la passion
4. Entre deux feux
5. Les étincelles
6. L’eau et le feu
7. Passion
8. Incendie
9. Étranges musiques
10. La maison en pain d’épice
11. Le goût de sucre
12. L’ogre
13. Cannibale
14. L’oiseau noir
15. Gros porc
16. Complot
17. Christine à la ferme
18. Secret de village
19. Caché
20. Spider et Cindy
21. La horde
22. Le bien-aimé
23. Mal de coeur
24. Le père
25. Le calmar Égyptien
26. Point de rupture

### Saison 4 (Hiver + Automne 2024)
1. Les visages d’Alice
2. Hercule
3. Les non-dits
4. Perdre la tête
5. Les menteurs
6. Ray
7. L’étincelle
8. Le jour de la lumière
9. Vérité ou conséquences
10. Le prochain
11. Le roi du bal
12. La reine des étoiles
13. L’heure de vérité
14. La dernière nuit
15. Athamé
16. La traversée du Styx
17. Rendez-vous avec la mort
18. Le rire des morts
19. Jeanne
20. Prendre son envol
21. Embrasser le karma
22. Laisser des traces
23. Infiltrer la mort
24. Hors du nid
25. La valse du vautour
26. Perdre ses plumes

### Saison 5 (Hiver + Automne 2025)
1. Contrôlés, menottés
2. Justice nulle part